# Bios-3
Bios-3 är ett omslutet ekosystem i Krasnojarsk i provinsen Krasnojarsk kraj i Ryssland. Det omfattar 315 m3 och är byggt för att hysa upp till tre personer. Byggandet av ekosystemet påbörjade 1965 och var slutfört 1972. Ekosystemet är delat i fyra avdelningar, där ett är byggt för en besättning.
Bios-3 nyttjades till tio försök där ekosystemet var bemannat med en till tre besättningsmedlemmar. Det längsta experimentet med tre man varade i 180 dygn och skedde 1967-1968. Enligt vissa källor varade detta försök ett helt år. Besättningen bestod den gången av: A.G. Manowcew (läkare), B.N. Ulybyshev (tekniker) och A.N. Bozhko (biolog).
Bios-3 var i drift som experimentanläggning fram till 1984.
1991 inlemmades anläggningen i en underavdelning i biofysik, i den sibiriska grenen av den ryska vetenskapsakademin. Försöken vid anläggning togs upp igen 2005 i samarbete med den Europeiska rymdorganisationen (ESA).